# チャールズ・フリント

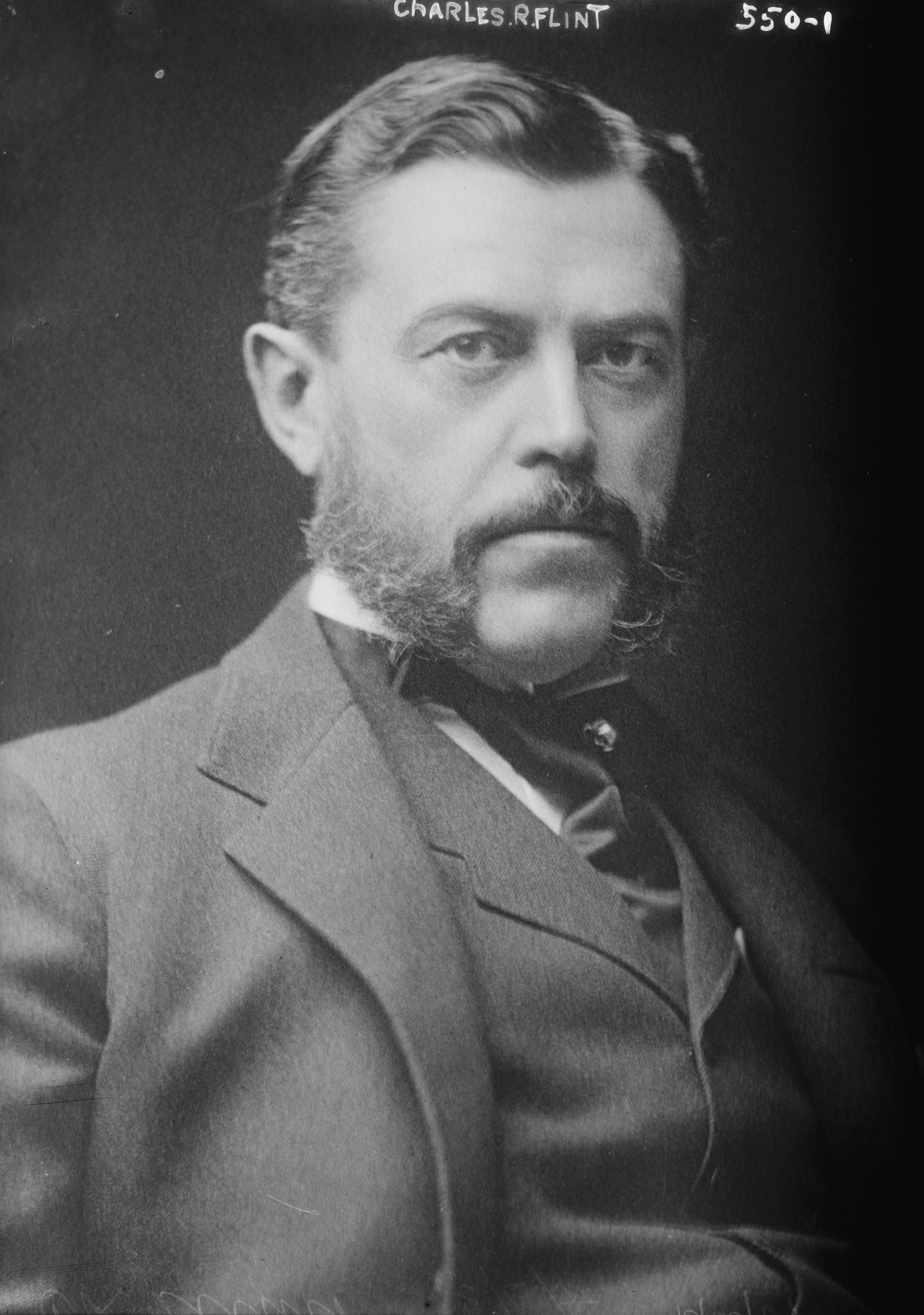
チャールズ・ランレット・フリント（1850年～1934年）

チャールズ・ランレット・フリント（英語: Charles Ranlett Flint、1850年1月24日 – 1934年2月26日）はアメリカ合衆国の財政家・投資家で、USラバー（後のユニロイヤル）、C-T-R（後のIBM）などの合併劇を演出し、人々は彼を揶揄的に「トラストの父」と呼んだ。

## 生れと教育
チャールズ・フリントは1990年にメイン州トマソン（Thomaston）で、ベンジャミン・チャップマン（Benjamin Chapman）を父親として生まれた。チャップマンは後に母方の叔父の養子となり、フリントという姓を名乗った。家族は1837年メイン州からニューヨーク市へ移転して、ベンジャミンはChapman & Flint社で働いた。
1868年、チャールズ・フリントはブルックリン・ポリテクニク・インスティテュート（現在のニューヨーク大学Tandon School of Engineering）を卒業した。

## 事業
1871年、フリントはGilchrest, Flint & Co.でパートナーとして働き、この会社は後に多角経営のW. R. Graceとなる。
1876年から1879年にかけて、フリントはチリのニューヨーク領事、ニカラグアの総領事を勤めた。
1892年、フリントはいくつかの会社を糾合して、ゴム・タイヤ関連会社であるUSラバーを設立した。1893年には何隻かの船を整備して、ブラジルへ納めた。彼はチリ海軍から「エスメラルダ」を買い、エクアドル経由で大日本帝国海軍へ売り渡し、これは日清戦争に防護巡洋艦「和泉」となり、義和団の乱の鎮圧、日露戦争の旅順攻略戦と日本海海戦に参加する。彼はチクレット・チューインガム（Chiclets）のAmerican Chicle、毛織物のAmerican Woolen）の合併へも成功している。
1911年、彼は4社を合同して、新しくC-T-Rを設立した。これら4社は互いにあまり関係ない会社で、ある子会社の業務が思わしくない年は他の子会社の業務で補うだろうというもので、当時としては珍しく、20世紀後半に盛んになる「コングロマリット」の走りのようなものであった。この合同会社は1924にIBMと名称を変え、彼は1930年に退職するまでこの会社の取締役を務めた。
フリントは1934年、ワシントンD.C.で亡くなった。

## 参照項目
- USラバー
- C-T-R & IBM